# آرتور خاچاتریان (بوکسور)
آرتور خاچاتریان (ارمنی: Արթուր Խաչատրյան؛ زادهٔ ۱۳ سپتامبر ۱۹۸۳) بوکسور آماتور اهل ارمنستان است.
خاچاتریان در دستهٔ نیمه سنگین‌وزنِ مسابقات قهرمانی بوکس آماتوری اروپا در سال ۲۰۱۰ به مدال برنز دست یافت.